# Jan Waszczyński
Jan Waszczyński (ur. 29 września 1919 w Łodzi, zm. 23 marca 1997) – polski prawnik specjalizujący się w prawie karnym, profesor nauk prawnych.

## Życiorys
Był absolwentem Gimnazjum im. Gabriela Narutowicza w Łodzi (1936). W tym samym roku podjął studia prawnicze na Uniwersytecie Stefana Batorego. W czasie II wojny światowej był żołnierzem partyzanckiego oddziału Antoniego Hedy.
Po zakończeniu wojny podjął studia prawnicze na Uniwersytecie Łódzkim i ukończył je w 1946. Następnie odbył aplikację sądową. Od 1 grudnia 1948 był pracownikiem Uniwersytetu Łódzkiego, równocześnie odbył aplikację adwokacką i wykonywał do 1964 zawód adwokata. W 1955 uzyskał stopień kandydata nauk na podstawie pracy  Prawda materialna w postępowaniu rewizyjnym według k.p.k.. Do połowy lat 60. pracował w Katedrze Postępowania Karnego UŁ, następnie Katedry Prawa Karnego UŁ. W 1964 uzyskał stopień doktora habilitowanego na podstawie pracy  Odszkodowanie za niesłuszne skazanie i bezzasadne aresztowanie w polskim procesie karnym. W 1973 otrzymał tytuł profesora nadzwyczajnego nauk prawnych, w 1987 tytuł profesora zwyczajnego.
Od 1970 do przejścia na emeryturę w 1989 kierował Katedrą Prawa Karnego UŁ, po przejściu na emeryturę kierował do śmierci Zakładem Prawa Karnego Materialnego w Katedrze Prawa Karnego. W latach 1972-1978 był prodziekanem Wydziału Prawa i Administracji UŁ.
Od 1980 był członkiem Komisji ds. Reformy Prawa Karnego przy Ministrze Sprawiedliwości. Od 1984 był przewodniczącym Okręgowej Komisji Badania Zbrodni Hitlerowskich w Polsce, w latach 1985-1988 przewodniczył Sekcji Polskiej Międzynarodowego Stowarzyszenia Prawa Karnego, należał  do Łódzkiego Towarzystwa naukowego. W latach 1987-1992 był członkiem Rady Legislacyjnej.
W PRL został odznaczony Złotym Krzyżem Zasługi, Krzyżem Kawalerskim Orderu Odrodzenia Polski i Medalem Komisji Edukacji Narodowej.
Jego córka Ewa poślubiła w 1972 Andrzeja Paczkowskiego.